# .is
.is je internetová národní doména nejvyššího řádu pro Island. Cizinci musí kontaktovat lokálního zástupce na Islandu a mohou si registrovat pouze domény odpovídající jejich ochranným známkám.